# Adonisea mortua
Adonisea mortua là một loài bướm đêm trong họ Noctuidae.